# Steven Chu
Steven Chu (28 de febrero de 1948), científico estadounidense que junto a Claude Cohen-Tannoudji y William Daniel Phillips, recibió el Premio Nobel de Física en 1997 por su trabajo independiente y pionero en el enfriamiento y atrapado de átomos usando luz láser.
Chu fue Secretario de Energía de Estados Unidos bajo la administración del Presidente Barack Obama de 2009 a 2013. En el momento de su nombramiento como Secretario de Energía, Chu era profesor de física y biología molecular y celular en la Universidad de California, Berkeley, y director del Laboratorio Nacional Lawrence Berkeley, donde su investigación se ocupaba principalmente del estudio de los sistemas biológicos a nivel de molécula única. Chu dimitió como secretario de Energía el 22 de abril de 2013. Regresó a Stanford como profesor de Física y profesor de Fisiología Molecular y Celular.
Chu es un firme defensor de una mayor investigación en energías renovables y energía nuclear, argumentando que el abandono de los combustibles fósiless es esencial para combatir el cambio climático. Ha concebido una "economía de la glucosa" global, una forma de economía baja en carbono, en la que la glucosa de plantas tropicales se transporta como se hace hoy con el petróleo.  El 22 de febrero de 2019, Chu comenzó un mandato de un año como presidente de la Asociación Estadounidense para el Avance de la Ciencia.

## Biografía
Chu se graduó en la Universidad de Rochester, Nueva York, en 1970, con un B.S en física y un A.B. en matemática. Consiguió su Doctorado en Física en 1976, en la Universidad de California, Berkeley, de donde fue "postdoctoral fellow" entre 1976 y 1978. 
Se incorporó a la plantilla de los Laboratorios Bell de Murray Hill, Nueva Jersey, en 1978. Más tarde se convirtió en director del departamento de investigación en electrónica cuántica en los Laboratorios AT&T Bell de Holmdel, Nueva Jersey, en 1983. 
Entró en la facultad de la Universidad de Stanford en 1987.
En 1985, Chu y sus colegas emplearon una matriz de haces láser entrecruzados para crear un efecto que denominaron melaza óptica, que causaba una reducción de la velocidad de los átomos objetivo desde 4000 km/h a cerca de un km/h, como si los átomos se desplazasen por una densa melaza. La temperatura de los átomos frenados se aproximaba al cero absoluto. 
El equipo también desarrolló una trampa atómica usando láseres y bobinas magnéticas que les permitieron capturar y estudiar los átomos enfriados. Phillips y Cohen-Tannoudji continuaron el trabajo de Chu, ingeniando métodos para usar láseres para atrapar átomos a temperaturas aún más cercanas al cero absoluto. Estas técnicas permiten a los científicos mejorar la precisión de los relojes atómicos empleados en la navegación espacial, construir interferómetros atómicos que pueden medir con precisión las fuerzas gravitatorias, y diseñar láseres atómicos que pueden emplearse para manipular circuitos electrónicos con extremada precisión.
En diciembre de 2008, Chu fue elegido por el presidente Barack Obama para ocupar el puesto de secretario de energía de los Estados Unidos en su gabinete. En 2018 el papa Francisco lo nombró miembro de la Pontificia Academia de las Ciencias.

## Desempeño como Secretario de Energía de EE.UU.
Su nombramiento como Secretario de Energía fue confirmado unánimemente por el Senado estadounidense el 20 de enero de 2009. El 21 de enero de 2009, Chu juró su cargo como Secretario de Energía del gobierno de Barack Obama. Chu fue la primera persona nombrada para el Gabinete de EE. UU. tras haber ganado un Premio Nobel. También fue el segundo estadounidense de origen chino que forma parte del Gabinete de EE. UU., tras el ex Secretario de Comercio Gary Locke.

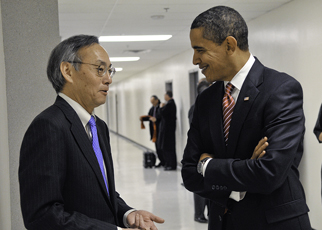
Steven Chu con el presidente Barack Obama el 5 de febrero de 2009.

No obstante, su labor científica continuó, e incluso publicó un artículo sobre el corrimiento al rojo gravitacional en Nature en febrero de 2010 y otro del que fue coautor en julio de 2010.
En marzo de 2011, Chu afirmó que los reguladores de la Comisión Reguladora Nuclear de Estados Unidos no deberían retrasar la aprobación de licencias de construcción para las centrales nucleares estadounidenses previstas a raíz del desastre nuclear de Fukushima Daiichi en Japón.
En agosto de 2011, Chu elogió el informe de un grupo consultivo sobre la reducción de los riesgos medioambientales del desarrollo del gas natural. Chu respondió así al informe del grupo sobre la fracturación hidráulica, el controvertido método de perforación que está permitiendo el auge del gas en Estados Unidos y que, al mismo tiempo, hace temer la contaminación de las aguas subterráneas. El informe pedía una mejor recogida de datos sobre el aire y el agua, así como normas "rigurosas" sobre contaminación atmosférica y la divulgación obligatoria de los productos químicos utilizados en el proceso de fracturación hidráulica. Chu declaró que "trabajaría en estrecha colaboración con mis colegas de la Administración para revisar las recomendaciones y trazar un camino que permita seguir desarrollando este recurso energético vital de forma segura".
Chu se enfrentó a la polémica por una declaración que hizo antes de ser nombrado, afirmando en una entrevista de septiembre de 2008 con el Wall Street Journal que "de alguna manera tenemos que averiguar cómo aumentar el precio de la gasolina hasta los niveles de Europa".] Sin embargo, en marzo de 2012 se retractó de este comentario, afirmando que "desde que entré por la puerta como secretario de Energía he estado haciendo todo lo que está en mis manos para hacer lo que podemos para... reducir esos precios" y que "ya no comparte la opinión [de que tenemos que averiguar cómo aumentar los precios de la gasolina en Estados Unidos]".
El 12 de febrero de 2013, Chu fue el superviviente designado durante el discurso sobre el Estado de la Unión.
El 1 de febrero de 2013, Chu anunció su intención de dimitir. En su anuncio de dimisión, advirtió de los riesgos del cambio climático derivados de la continua dependencia de los combustibles fósiles, y escribió: "la Edad de Piedra no terminó porque nos quedáramos sin piedras; hicimos la transición a mejores soluciones". Dimitió el 22 de abril de 2013.

## Vida personal
En 1997 se casó con Jean Fetter, una física británica-estadounidense formada en la Universidad de Oxford Tiene dos hijos, Geoffrey y Michael, de un matrimonio anterior con Lisa Chu-Thielbar.
Chu se interesa por deportes como el béisbol, la natación y el ciclismo. Aprendió por su cuenta a jugar al tenis -leyendo un libro- en octavo curso, y fue segundo suplente del equipo de la escuela durante tres años. También aprendió a saltar con pértiga utilizando cañas de bambú de la tienda local de alfombras. Chu dijo que nunca aprendió a hablar chino porque sus padres siempre les hablaban en inglés.